# Barrage Ziatine
Le barrage Ziatine (arabe : سد الزياتين) est un barrage tunisien situé à environ cinq kilomètres au sud du cap Serrat.
L'apport annuel moyen se monte à 14 millions de mètres cubes par an. L'eau du réservoir est principalement destinée à l'irrigation.